# Phytomyza conjuncta
Phytomyza conjuncta är en tvåvingeart som beskrevs av Hiroaki Iwasaki 1996. Phytomyza conjuncta ingår i släktet Phytomyza och familjen minerarflugor. Inga underarter finns listade i Catalogue of Life.